# 杨家保
杨家保（1914年—1981年），原名欧阳家保，男，江西吉水人，中华人民共和国军事人物、政治人物，曾任安徽省政协副主席，安徽省军区政治部主任、副政治委员、顾问。